# Kleine zandboa
De kleine zandboa of zandboa (Eryx jaculus) is een slang uit de familie reuzenslangen (Boidae).

## Naam en indeling
De wetenschappelijke naam van de soort werd voor het eerst voorgesteld door Carl Linnaeus in 1758. Oorspronkelijk werd de wetenschappelijke naam Anguis Jaculus gebruikt.

## Verspreiding en habitat
De kleine zandboa komt voor in delen van oostelijk en zuidelijk Europa tot het Midden-Oosten en leeft in de landen Marokko, Algerije, Tunesië, Libië, Egypte, Israël, Syrië, Roemenië, Italië, Macedonië, Cyprus, Iran, Irak, Jordanië, Saoedi-Arabië, Turkije, Bulgarije, Roemenië, delen van voormalig Joegoslavië, Albanië, Griekenland, Rusland, Armenië, Georgië en Azerbeidzjan.
Deze boa is te vinden in droge, open zanderige gebieden met enige vegetatie maar geen bossen. De slang ligt namelijk half ingegraven te wachten op een prooi om deze te verrassen en vanwege de kleur valt de boa alleen in zand niet op. De habitat bestaat uit verschillende typen scrublands, graslanden en woestijnen. Ook in door de mens aangepaste streken zoals landelijke tuinen, plantages en weilanden kan de slang worden aangetroffen. De kleine zandboa is aangetroffen van zeeniveau tot op een hoogte van ongeveer 1700 meter boven zeeniveau.

## Uiterlijke kenmerken
De lichaamskleur is zoals de naam al aangeeft zandkleurig; lichtbruin met een donkerbruine tekening die meestal een kruising is tussen een zigzag- en een nettekening. De kop is rond en stomp en is vaak moeilijk van de staart te onderscheiden. De ogen zijn relatief klein en hebben een verticale pupil. Tot 80 cm in lengte.

## Levenswijze
Het voedsel bestaat uit kleine zoogdieren en vogels maar ook hagedissen worden gegeten. De prooi wordt razendsnel gegrepen als deze te dichtbij komt en de slang vervolgens uit het zand omhoog schiet. Als een prooi wat groter is wordt deze eerst gewurgd en dan pas doorgeslikt. De kleine zandboa is een echte bodembewoner die niet klimt. De boa is eierlevendbarend, er worden geen eieren afgezet maar de jongen komen geheel ontwikkeld ter wereld.

## Beschermingsstatus
Door de internationale natuurbeschermingsorganisatie IUCN is de beschermingsstatus 'veilig' toegewezen (Least Concern of LC).